# Mussaenda glabrata
Mussaenda glabrata är en måreväxtart som först beskrevs av Joseph Dalton Hooker, och fick sitt nu gällande namn av John Hutchinson och James Sykes Gamble. Mussaenda glabrata ingår i släktet Mussaenda och familjen måreväxter. Inga underarter finns listade i Catalogue of Life.